# Huggins (Mondkrater)
Huggins ist ein Einschlagkrater im Süden der Mondvorderseite, südöstlich des Mare Nubium und südwestlich des Kraters Miller. Der östliche Teil wird von Nasireddin überlagert, im Westen berührt Huggins den Rand von Orontius.
Der Krater ist stark erodiert.
| Buchstabe | Position         | Durchmesser | Link |
| --------- | ---------------- | ----------- | ---- |
| A         | 40,68° S, 2,4° W | 10 km       |      |

Der Krater wurde 1935 von der IAU nach dem britischen Astronomen William Huggins offiziell benannt.